# 彰53線
彰53線 陝西－加錫，是位於彰化縣的一條鄉道，北起秀水鄉陝西村、金興村交界處的縣道144號岔路，南至大村鄉加錫村、大崙村交界處的鄉道彰44線岔路，全長3.747公里。有支線彰53-1線。

## 路線說明
- 秀水鄉：陝西（起點，縣道144號岔路）→ 湳底巷 → 湳底→ 下厝巷 →下厝→下厝巷 →鄉界
- 大村鄉：鄉界→ 加錫三巷 → 加錫（終點，鄉道彰44線岔路）

## 沿線設施
- 西嶽肇華宮
- 大西國小

## 交會公路
- 144線
- 彰44線

## 舊線

### 1976年
在1976年的臺灣省公路資料統計表上，彰53線名稱為「新興－四塊厝」，起點為新興（縣道142號5.296K），終點塭子（縣道142號1.803K），全長6.155公里。

### 1983年
1983年第二次公路總清查時，彰53線名稱及路線與今相同。

## 彰53-1線
彰53-1線 大崙－同安，是位於彰化縣的一條鄉道，北起大村鄉大崙村大崙東側的鄉道彰44線岔路，南至永靖鄉同安村、四芳村、福興村交界處的鄉道彰142-1線岔路，全長9.688公里。為彰53線的支線。	

### 路線說明
- 大村鄉：大崙（起點，鄉道彰44線岔路） →大崙路→港後巷→埤腳→港後→西圳橋北（鄉道彰55線岔路及共線起點）→新店東（縣道146號岔路及共線起點，彰55線共線終點）→新店西（五通北路岔路，縣道146號共線終點）／鄉界
- 埔心鄉：新店西／鄉界→五通北路→埤霞橋→五通南路→二重東（鄉道彰52線岔路及共線起點）→二重南（興霖路岔路，彰52線共線終點）→興霖路→舊館西（縣道148號舊線岔路及共線起點）→舊館東（新館路岔路，縣道148號舊線共線終點）→新館路→舊館南（鄉道彰147線起點岔路）→四湳路→鄉界
- 永靖鄉：鄉界→四湳路→ 四塊厝北（鄉道彰145線岔路）→ 四塊厝西（鄉道彰142線岔路） →同安西南（終點，鄉道彰142-1線岔路）

### 沿線設施
- 鳳霞國小
- 舊館國小

### 交會公路
- 彰44線
- 彰55線
- 146線
- 彰52線
- 148線
- 彰147線
- 彰145線
- 彰142線
- 彰142-1線